# 原あゆみ
原 あゆみ（はら あゆみ・1997年〈平成9年〉5月1日 - ）は、日本のレースクイーン、女性モデル。福島県出身。イー・スマイル所属。愛称は「あゆみん」。

## 略歴
2019年頃からモデル業を始め、撮影会や東京ゲームショウ、東京モーターショー等に参加。その後2020年2月にイー・スマイルと契約し、同年5月26日、同期加入の松田蘭と共にSUPER GT500クラス『SARDイメージガール』に選ばれたことが発表された。例年SARDのイメージガールはKOBELCO GIRLSと同時に発表されているが、この年は新型コロナウイルス感染症流行の影響でレーススケジュールが大幅に変更された為、KOBELCO GIRLSよりも3ヵ月程遅れての発表となった。松田とは同年のスーパーフォーミュラで『raffinee Lady』（ラフィーネレディ）としても共働していたが、こちらもコロナ禍により発表が前年よりも1ヵ月半以上遅れた。
2021年1月15日に発表された『日本レースクイーン大賞2020』では、KOBELCO GIRLSとSARDイメージガールがコスチュームグランプリを受賞。原自身も新人部門メダリストに選ばれ、2021年度のA-classメンバーだった小湊美月から目録を受け取った。
2021年はRAYBRIGからブランド名を変更した『STANLEYレースクイーン』として相沢菜々子とコンビを組む。また西口プロレスのリングガール『西口向上委員会』や、GOLF TODAYの『GTバーディーズ』にも参加している。
2022年は地元・福島県に設立したモータースポーツチーム『FKS with TEAM FUKUSHIMA』（チーム福島）のレースクイーンとしてスーパー耐久（ST-3クラス）に携わった。また同年度のSTANLEYレースクイーンは継続せず、KONDO Racingの『リアライズガールズ』（24号車担当）として同年のSUPER GT500クラスのレースクイーンに就任。以後2023年・2024年・2025年と4年連続で、織田真実那と共に24号車担当アンバサダーを務める。また2023年は今井みどりと共に「CATACLEAN Twinkles」としてスーパー耐久（ST-1クラス）のRQを担当。2024年と2025年のS耐でもCATACLEAN Twinklesを務めている。
2024年1月13日に発表された『日本レースクイーン大賞2023』では冠スポンサーの「メディバンネップリ賞」を受賞。リアライズ関連では水瀬琴音が大賞5名の中に入った他、宇佐美なおが「週刊プレイボーイ賞」を受賞している。

## 人物
- 小学校から高校までヴァイオリンを習っていた[雑誌 4]。他に鉄棒と滑り台も得意[動画 2]。
- 趣味は料理、旅行、カフェ巡り[雑誌 4]。得意な料理は油淋鶏[雑誌 4]。
- 秘書検定2級、医療事務の資格を持っている。
- チャームポイントは鎖骨[雑誌 4]。
- 妹が1人いる[雑誌 4][動画 2]。
- SUPER GTのスポンサーステージ降壇時にペンギン歩きしていたことが相沢菜々子によって暴露されている[動画 2]。

## レースクイーン歴
| 年            | カテゴリー           | クラス         | チーム名                                             | 他メンバー                     |
| ------------- | -------------------- | -------------- | ---------------------------------------------------- | ------------------------------ |
| 2020年        | SUPER GT             | 500            | SARDイメージガール （TGR TEAM SARD）                 | 松田蘭                         |
| 2020年        | スーパーフォーミュラ |                | raffinee Lady （KONDO Racing）                       | 今井みどり 林紗久羅 松田蘭     |
| 2021年        | SUPER GT             | 500            | STANLEYレースクイーン （TEAM KUNIMITSU）             | 相沢菜々子                     |
| 2022年        | スーパー耐久         | ST-3           | FKS with TEAM FUKUSHIMA （チーム福島）レースクイーン | 佐々木萌香                     |
| 2022年        | SUPER GT             | 500 （24号車） | リアライズガールズ （KONDO Racing）                  | 織田真実那                     |
| 2022年        | スーパーフォーミュラ |                | リアライズガールズ （KONDO Racing）                  | 織田真実那 水瀬琴音 宇佐美なお |
| 2023年        | SUPER GT             | 500 （24号車） | リアライズガールズ （KONDO Racing）                  | 織田真実那                     |
| 2023年        | スーパー耐久         | ST-1           | CATACLEAN Twinkles （KsフロンティアKTMカーズ）       | 今井みどり                     |
| 2024年 2025年 | SUPER GT             | 500 （24号車） | リアライズガールズ （KONDO Racing）                  | 織田真実那                     |
| 2024年 2025年 | スーパー耐久         | ST-1           | CATACLEAN Twinkles （KsフロンティアKTMカーズ）       | 木村楓                         |

## 出演

### 配信
- マシェバラ『西口向上↑↑放送部』（2021年4月 - ）

### イベント
- サマーソニック2019「サマソニガール」[1]
- 東京ゲームショウ2019「Xperiaブースコンパニオン」（2019年9月12日 - 15日、幕張メッセ）[22]
- CEATEC2019「SONYブースコンパニオン」（2019年10月15日 - 18日、幕張メッセ）
- 東京モーターショー「三菱電機ブースコンパニオン」（2019年10月24日 - 11月4日、東京ビッグサイト）
- TOKYO OUTDOOR SHOW 2023「FLEXブースコンパニオン」（2023年1月13日 - 15日、幕張メッセ[注 6]）- 林紗久羅と共演[24]
- 東京ゲームショウ2023「Xperiaブースコンパニオン」（2023年9月21日 - 24日、幕張メッセ）[25]
- 東京オートサロン2024「VELENO&Garage力（チカラ）ブースコンパニオン」（2024年1月11日 - 13日、幕張メッセ）- Garage力ブース担当[26][注 7]
- 東京オートサロン2025「VELENO＆Garage力（チカラ）ブースコンパニオン」（2025年1月10日 - 12日、幕張メッセ）- Garage力ブース担当[注 8]
- 第12回イイコトチャレンジin日産スタジアム（2025年1月18日、日産スタジアム）- リアライズガールズとして参加[19]

### 雑誌
- 三栄「GOLF TODAY」GTバーディーズ（2021年6月号 - ）[雑誌 2]